# Mercatino Conca
Mercatino Conca är en ort och kommun i provinsen Pesaro e Urbino i regionen Marche i Italien. Kommunen hade 1 031 invånare (2018).